# Тоболи
Тоболи — село в Україні, у Прилісненській сільській громаді Камінь-Каширського району Волинської області. Населення становить 1153 осіб.

## Географія
Село розташоване на лівому березі річки Стохід.

## Історія

### Походження назви
Враховуючи навколишню місцевість, побутує така версія. У балтському топоніміконі вживається однокореневе слово «тоболіс», що означає грудок, оточений з усіх боків болотами. Село і справді ще й у 70-х роках ХХ ст. з усіх чотирьох боків оточували болота Мох, Гороховища, Громадське, Лука. Тоболи не єдиний топонім балтського походження в околицях села. Село з аналогічною назвою Тоболки існує в Пінському районі на Берестейщині. Народні етимологізування, які поширились з 60-х років ХХ ст. на потребу краєзнавчої роботи в школі, за якими назва села може походити від «тут були» чи «то болото» не мають наукових підстав.

### XIX сторіччя
Виявлена писемна згадка про село датується початком XIX сторіччя. Тоді воно мало назву Тоболє. За тодішнім адміністративним поділом належало до Пінського повіту. Вже в другій половині XIX сторіччя тут було 125 жителів, а в 1898 році налічувалося 37 домів і проживало 176 мешканців. Власником села в XIX сторіччі був поміщик із відомого польського шляхетського роду Орд.

### XX сторіччя
05.02.1965 Указом Президії Верховної Ради Української РСР передано Тоболівську сільраду Любешівського району Волинської області до складу Камінь-Каширського району.

## Населення
Згідно з переписом УРСР 1989 року чисельність наявного населення села становила 1239 осіб, з яких 592 чоловіки та 647 жінок.
За переписом населення України 2001 року в селі мешкали 1153 особи.

### Мова
Розподіл населення за рідною мовою за даними перепису 2001 року:
| Мова       | Відсоток |
| ---------- | -------- |
| українська | 99,74 %  |
| російська  | 0,26 %   |

## Люди

### Народились
- Королько Микола Петрович (1988—2014) — український військовик, боєць батальйону територіальної оборони, учасник російсько-української війни.
- Величко Василь Олександрович (1997—2022) — солдат Збройних Сил України, учасник російсько-української війни, що загинув у ході російського вторгнення в Україну в 2022 році на Миколаївщині.
- Невар Сергій Федорович (1986—2022) — старший солдат Збройних Сил України, учасник російсько-української війни, що загинув у ході російського вторгнення в Україну в 2022 році[6].
- Пронцевич Олександр Іванович (1972—2022) — солдат Збройних Сил України, учасник російсько-української війни, що загинув у ході російського вторгнення в Україну в 2022 році на Донеччині.
- Яцук Петро Петрович (1973, с. Тоболи) — український зв'язківець і державний службовець.

### Померли
- Гнатюк Любов Антонівна — провідниця жіночої сітки ОУН Північно-західного краю, Лицар Срібного хреста заслуги УПА